# Redes Neurais Generativas
Redes Neurais Generativas (RNGs) são uma classe de modelos de aprendizado de máquina que têm ganhado destaque significativo nas últimas décadas devido às suas capacidades impressionantes de gerar dados sintéticos de alta qualidade. Essas redes são uma subcategoria das Redes Neurais Artificiais e são usadas em uma variedade de aplicações, desde geração de imagens até criação de texto.

## História
As primeiras formas de redes neurais generativas remontam aos anos 1960 e 1970, mas seu avanço real começou no final dos anos 2000 e início dos anos 2010, com o desenvolvimento das Redes Neurais Convolucionais Generativas (DCGANs) e das Redes Neurais Recorrentes Generativas (RNNs). Desde então, a pesquisa nessa área tem crescido exponencialmente.

## Funcionamento
As RNGs funcionam através do treinamento em um conjunto de dados existente, como imagens, texto ou áudio, e aprendem a distribuição de probabilidade subjacente dos dados. Uma vez treinadas, essas redes podem gerar novas amostras que são semelhantes aos exemplos de treinamento. Existem várias arquiteturas de RNGs, incluindo DCGANs, Variational Autoencoders (VAEs) e Recurrent Neural Networks (RNNs).

## Aplicações
As RNGs têm uma ampla gama de aplicações em diversas áreas:

### Geração de Imagens
As DCGANs e VAEs são amplamente usadas para criar imagens realistas, o que tem aplicações na indústria de entretenimento, design gráfico e até mesmo na medicina, para gerar imagens médicas sintéticas para treinamento de modelos de diagnóstico.

### Texto Generativo
As RNGs são usadas para gerar texto natural, como artigos de notícias, histórias e até mesmo diálogos de chatbots. Elas podem ser empregadas em assistentes virtuais, chatbots de atendimento ao cliente e muito mais.

### Geração de Música e Áudio
RNGs também podem ser usadas para criar composições musicais originais ou até mesmo imitar o estilo de músicos famosos. Além disso, podem ser aplicadas na síntese de áudio para produção musical e dublagem.

## Desafios e Ética
Embora as RNGs tenham muitas aplicações úteis, também enfrentam desafios éticos, como a possibilidade de uso para criar notícias falsas, imagens manipuladas e ameaças à privacidade. A comunidade de pesquisa em aprendizado de máquina está trabalhando ativamente na mitigação desses problemas.

## Conclusão
As Redes Neurais Generativas representam uma área emocionante e em rápido crescimento no campo do aprendizado de máquina. Com seu potencial para gerar dados sintéticos de alta qualidade, elas têm o poder de impactar positivamente uma ampla gama de indústrias. No entanto, é fundamental considerar as questões éticas e regulatórias ao utilizar essa tecnologia de forma responsável.
Esta página da Wikipedia fornece uma visão geral das Redes Neurais Generativas e suas aplicações. Para informações mais detalhadas, consulte fontes adicionais na área de aprendizado de máquina e inteligência artificial.